# Jürg Schubiger
Jürg Schubiger, född 14 oktober 1936 i Zürich, död 15 september 2014 i Zürich, var en schweizisk författare och psykoterapeut, mest känd för sina barnböcker.